# Loxosceles reclusa
Espèce
Synonymes
- Loxosceles reclusus Gertsch & Mulaik, 1940

Loxosceles reclusa est une espèce d'araignées aranéomorphes de la famille des Sicariidae.
Elle est appelée « recluse brune » ou, comme d'autres Loxosceles, « araignée violoniste ».

## Distribution

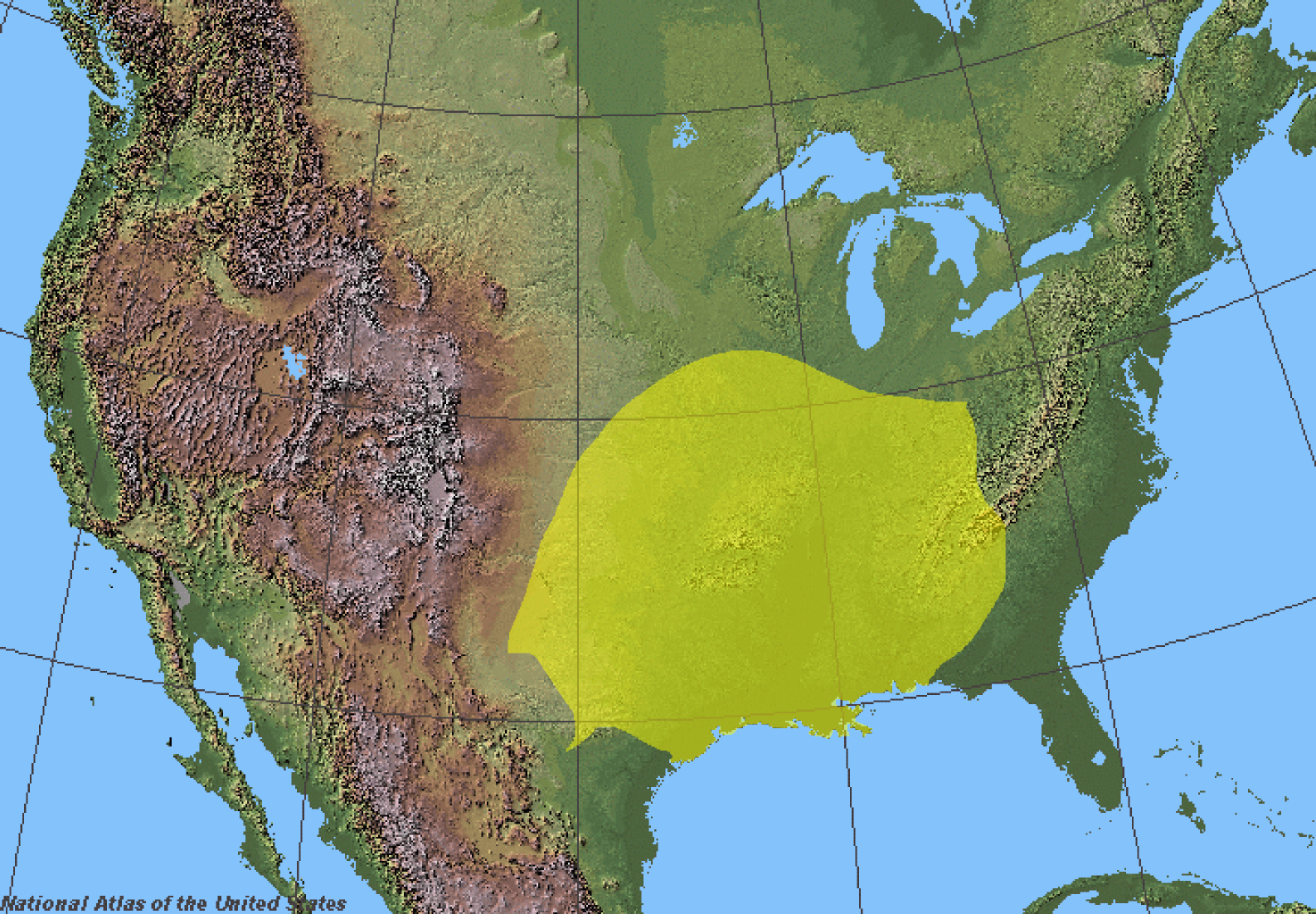
Distribution.

Cette espèce se rencontre principalement aux États-Unis dans le Sud-Central américain, dans l'ouest du Sud profond, dans le sud du Midwest. 
Contrairement à Loxosceles rufescens, autre araignée violoniste, la présence de Loxosceles reclusa n'est pas attestée en France,.
Sur le continent américain elle a également été observée en Arizona, au Colorado, en Floride, en Ohio, au New Jersey, dans l'État de New York, au Maine ou en Oregon, au Canada dans le sud-est de l'Ontario et au Mexique au Tamaulipas.
Sa présence en Californie est considérée comme un mythe propagé par les médias. 

## Description
Le mâle holotype mesure 8 mm et la femelle 9 mm.

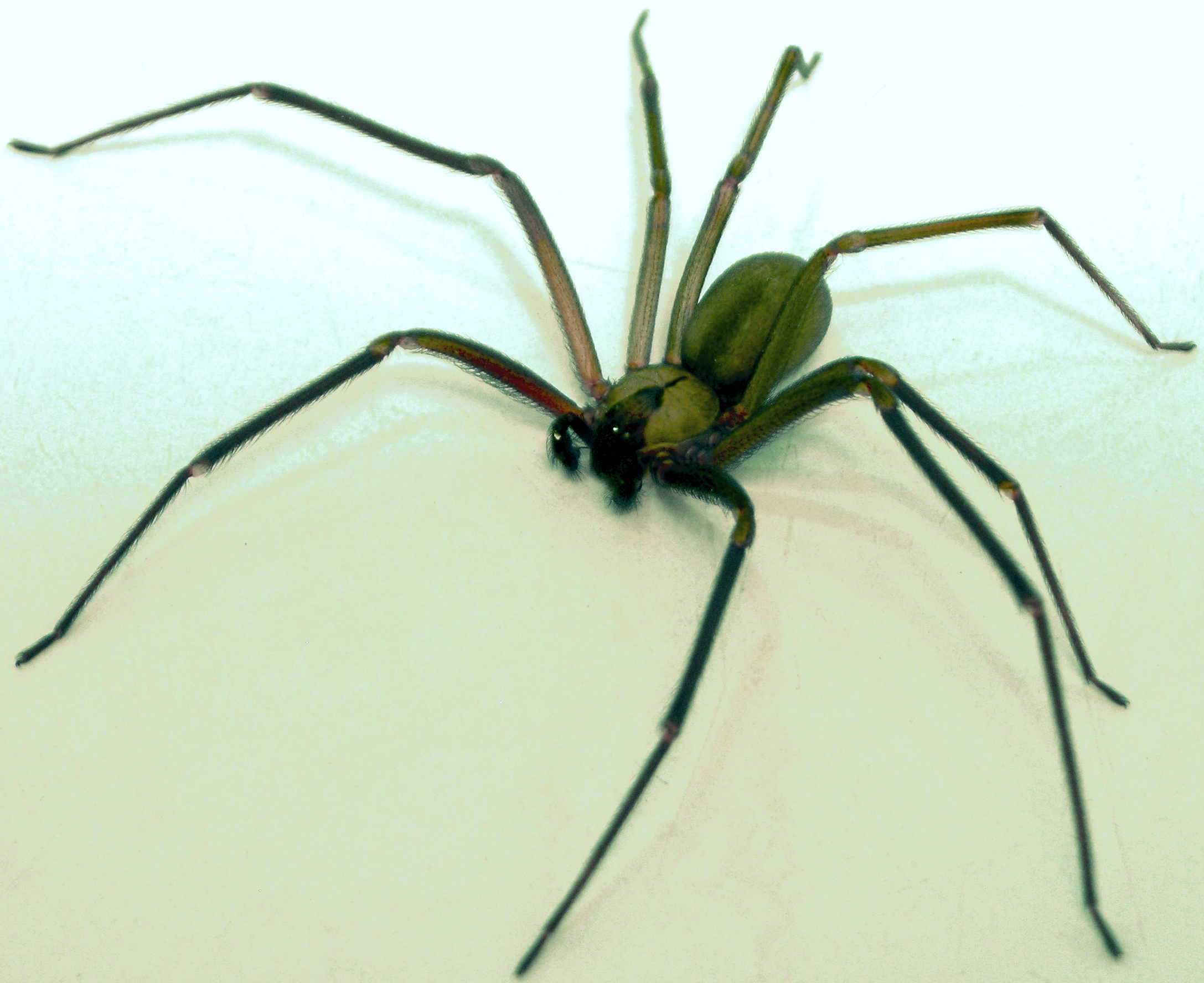
Loxosceles reclusa.

Le nom anglais de cette araignée (« brown recluse spider ») vient de sa couleur (allant du jaune foncé au marron) et de ses habitudes de vie : elle préfère la solitude et ne se montre que très rarement.
Elle est désignée sous le nom d’« araignée violoniste » comme d'autres Loxosceles en raison de la forme de violon de son céphalothorax. Cette caractéristique est plus ou moins marquée suivant les espèces, particulièrement dans le sud-ouest des États-Unis.

## Éthologie
La période de reproduction et de ponte de Loxosceles reclusa se situe entre mai et juillet. La femelle pond entre 40 et 50 œufs qu’elle enferme dans un cocon de soie. Chaque femelle peut ainsi produire plusieurs sacs d’œufs en plusieurs mois.
Les petits émergent des sacs après environ un mois d’incubation. Leur développement est long et est très influencé par les conditions climatiques et la nourriture disponible. Il faut compter environ un an pour obtenir un adulte qui vivra encore entre un et deux ans, et qui pourra parfois jeûner entre quatre et six mois. Sa taille adulte varie de 8 à 10 mm.
Loxosceles reclusa tisse des toiles irrégulières, en forme de cône, qui lui servent de nid. Celui-ci lui sert de retraite pour la journée et est généralement construit dans un endroit calme où elle ne sera pas dérangée. Elle peut s’installer aussi bien en extérieur qu’en intérieur (caves, greniers, toilettes, placards, conduits d’air conditionné, boîtes de rangement, chaussures, etc.).
Cette araignée sort la nuit à la recherche de proies. Des études récentes de l’université du Kansas ont montré que celle-ci est largement charognarde et préfère se nourrir d’insectes morts.
Loxosceles reclusa n’est généralement pas agressive, mais peut mordre lorsqu’elle est dérangée ou attaquée. Quelques personnes ont déjà été mordues dans leur lit en se roulant par inadvertance sur une araignée de ce type, d’autres en rangeant des aires de stockage de matériel.

## Venin

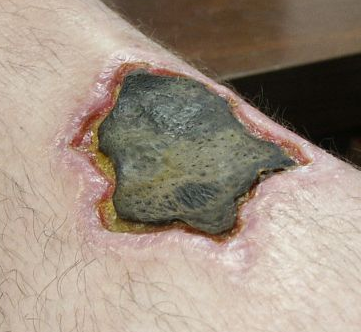
Dans les cas les plus graves, la morsure peut évoluer vers une nécrose des tissus touchés.

### Symptômes
La réaction physique après une morsure d’une Loxosceles reclusa dépend de la quantité de venin injectée et de la sensibilité de l’individu mordu. Certaines personnes n’ont aucune séquelle après ce genre de morsure, mais la plupart du temps, les morsures sont très douloureuses, surtout si elles ne sont pas traitées à temps (pour bien faire, le traitement doit intervenir au plus tard dans les deux jours qui suivent la morsure, idéalement dans les 24 heures).
Le venin détruit artères et veines. Dans les cas les plus graves, sa morsure peut provoquer la nécrose des tissus touchés et des infections. Les lésions observées sont généralement de type « volcanique », c’est-à-dire caractérisées par un trou dans la chair dû aux tissus sous-cutanés gangrenés qui provoquent une éruption infectieuse. Six à huit semaines de guérison sont alors nécessaires selon la surface du corps touchée. 
Dans de très rares cas, la douleur peut provoquer des vomissements, des nausées, de la fièvre, des paralysies partielles. Les victimes peuvent mourir d'une défaillance circulatoire ou d'une insuffisance rénale.
Dans d’autres cas, généralement pour les enfants ou les gens en mauvaise condition physique, une morsure peut entraîner des séquelles physiques graves.

### Erreurs de diagnostic
Environ 80 % des morsures annoncées comme dues à Loxosceles reclusa sont en fait mal diagnostiquées. Ces erreurs pourraient retarder l’application de traitements pour des maladies bien plus graves. Bien que son utilisation ne soit pas encore systématique, il existe aujourd’hui un test ELISA fiable dans la détection du venin de Loxosceles reclusa,.
Les erreurs de diagnostic concernant la morsure de Loxosceles reclusa proviennent le plus souvent du fait que le symptôme principal est une nécrose cutanée,. Ainsi des médecins ont diagnostiqué une morsure de la recluse dans des lieux pourtant éloignés de la zone endémique de la recluse, empêchant ainsi les soins des maux réels. Plusieurs pathologies peuvent déclencher une nécrose, qu’elles soient de type infectieux (staphylocoque, herpès…) ou non (Pyoderma gangrenosum, ulcère diabétique, brûlures chimiques…). Ces dernières causes sont en général plus probables qu’une morsure de recluse, même en zone endémique.

## Loxosceles reclusadans la culture
Un chapitre est consacré à l'araignée recluse dans Une année à la campagne (1983) de Sue Hubbell.
Elle apparaît dans le roman de Maxime Chattam Maléfices, troisième et ultime épisode de La Trilogie du mal, paru en 2004.
Elle est une des espèces élevées par un psychopathe, avec l'araignée Goliath, dans le roman Derniers Adieux (2008) de Lisa Gardner.
Elle est au cœur de l’enquête menée par le commissaire Adamsberg dans le roman Quand sort la recluse (2017) de Fred Vargas.

## Publication originale
- Gertsch & Mulaik, 1940 : « The spiders of Texas. I. » Bulletin of the American Museum of Natural History, no 77, p. 307-340 (texte intégral).